# Stilobezzia decora
Stilobezzia decora är en tvåvingeart som beskrevs av Jean-Jacques Kieffer 1916. Stilobezzia decora ingår i släktet Stilobezzia och familjen svidknott.
Artens utbredningsområde är Taiwan. Inga underarter finns listade i Catalogue of Life.